# Fadenia
Fadenia là chi thực vật có hoa trong họ Amaranthaceae.